# Tomocerus minor
Tomocerus minor (лат.) — вид коллембол из отряда Entomobryomorpha (семейство Tomoceridae). Широко распространён от арктических частей Европы до юга Голарктики; Западная и Центральная Азия, Дальний Восток (Япония, Китай), Северная Америка, Гавайи, Новая Зеландия.
Длина тела Tomocerus minor до 4,5 мм, эмподиум лапок равен примерно двум третям длины коготка. Усики короче тела; фронтоклипеальное область затемнённая, голубовато-красная; на коготках находится 4—6 внутренних зубчиков.